# Dooiermos
Dooiermos (Xanthoria) is een geslacht van korstmossen behorend tot de familie Teloschistaceae. De typesoort is groot dooiermos (Xanthoria parietina). Soorten in dit geslacht komen wijdverspreid voor op het noordelijk halfrond. Groot dooiermos komt door menselijke invloed ook voor op het zuidelijk halfrond.

## Soorten
Volgens Index Fungorum telt het geslacht 19 soorten (peildatum januari 2023):
| Soortnaam                              | Auteur(s)                 | Publicatiejaar |
| -------------------------------------- | ------------------------- | -------------- |
| Xanthoria aureola                      | (Ach.) Erichsen           | 1930           |
| Xanthoria calcicola (Oranje dooiermos) | Oxner                     | 1937           |
| Xanthoria coomae                       | S.Y. Kondr. & Kärnefelt   | 2007           |
| Xanthoria ectaneoides                  | (Nyl.) Zahlbr.            | 1931           |
| Xanthoria elegans (Rood dooiermos)     | (Link) Th. Fr.            | 1860           |
| Xanthoria hypogymnioides               | S.Y. Kondr. & Kärnefelt   | 2007           |
| Xanthoria ibizaensis                   | S.Y. Kondr. & A.S. Kondr. | 2020           |
| Xanthoria juniperina                   | S.Y. Kondr.               | 2013           |
| Xanthoria kangarooensis                | S.Y. Kondr. & Kärnefelt   | 2009           |
| Xanthoria lapalmaensis                 | Schumm & S.Y. Kondr.      | 2017           |
| Xanthoria muscicola                    | (Savicz) Vězda            | 1970           |
| Xanthoria parietina (Groot dooiermos)  | (L.) Th. Fr.              | 1860           |
| Xanthoria polessica                    | S.Y. Kondr. & Yatsyna     | 2013           |
| Xanthoria rutilans                     | (Ach.) S.Y. Kondr.        | 2002           |
| Xanthoria schummii                     | S.Y. Kondr.               | 2017           |
| Xanthoria splendidula                  | (Zahlbr.) Makryĭ          | 2007           |
| Xanthoria ulophyllodes (Ulevellenmos)  | Räsänen                   | 1931           |
| Xanthoria whinrayi                     | S.Y. Kondr. & Kärnefelt   | 2007           |
| Xanthoria yorkensis                    | S.Y. Kondr. & Kärnefelt   | 2009           |